# Vida Dujmović
Vida Dujmović () é uma cientista da computação e matemática croata-canadense, conhecida por sua pesquisa em teoria dos grafos e algoritmos de grafos, e particularmente por desenho de grafos, pela teoria estrutural de parâmetros de largura de grafos, incluindo largura de árvore e número de fila, e pelo uso desses parâmetros na complexidade parametrizada do desenho gráfico. É professora associada de engenharia elétrica e ciência da computação na Universidade de Ottawa.

## Formação
Dujmović estudou telecomunicações e ciência da computação na Universidade de Zagreb, graduando-se em 1996. Fez pós-graduação em ciência da computação na Universidade McGill, obtendo um mestrado em 2000 e concluindo um doutorado em 2004. Sua tese, Track Layouts of Graphs, foi orientada por Sue Whitesides, e ganhou o NSERC Doctoral Prize de 2005 do Natural Sciences and Engineering Research Council.

## Carreira
Foi bolsista de pós-doutorado NSERC na Universidade Carleton, bolsista de pós-doutorado CRM-ISM na Universidade McGill e pesquisadora de pós-doutorado novamente na Universidade Carleton, antes de finalmente se tornar professora assistente na Universidade Carleton em 2012. Foi para a Universidade de Ottawa em 2013, e tornou-se professora associado em 2018.